# Charles Robert Wharram Lamplough
Charles Robert Wharram Lamplough, britanski general, * 1896, † 1981.